# Babbia Asia
Babbia Asia war eine antike römische Gemmenschneiderin.
Babbia Asia ist heute nicht mehr durch überlieferte Werke, sondern aus einer erhaltenen Inschrift bekannt. Die in Rom gefundene Inschrift ist nicht exakt zu datieren, teilt aber mit, dass Babbia Asia als gemmaria, als Gemmenschneiderin, tätig war und eine Freigelassene, also eine ehemalige Sklavin, war. Neben ihr werden zudem Gaius Babbius Regilus, Quintus Plotius Nicephorus, Quintus Plotius Anteros und Quintus Plotius Felix als freigelassene Gemmenschneider genannt, die alle gemeinsam an der Via Sacra in Rom arbeiteten. Ob sie diese Werkstatt schon als Sklaven im Auftrag ihrer Besitzer betrieben hatten oder sie gemeinsam nach der Freilassung eröffneten, muss Spekulation bleiben. Der Name der Frau, die Babbia Asia und Gaius Babbius Regilus freigelassen hatte, wurde in der Inschrift nicht genannt, doch müsste ihr Name nach den Konventionen der Namensbildung von Freigelassenen Babbia gelautet haben, die anderen drei wurden von einem Quintus Plotius freigelassen. Babbius und Babbia waren möglicherweise ein Ehepaar. Die ergänzte und aufgelöste Inschrift lautet: